# Den skønne Ubekendte (film fra 1919)
 For alternative betydninger, se Den skønne Ubekendte. (Se også artikler, som begynder med Den skønne Ubekendte)
Den skønne Ubekendte er en dansk stumfilm fra 1919 instrueret af Lau Lauritzen Sr. og efter manuskript af Harriet Bloch.

## Handling
Denne artikel mangler et handlingsreferat. Hjælp os med at skrive det.

## Medvirkende
- Ragnhild Sannom
- Agnes Andersen
- Bertel Krause
- Lauritz Olsen
- Viking Ringheim